# Litavka
Die Litavka (Littawa) ist ein Nebenfluss der Berounka in Tschechien, der das Wasser aus den Gebieten der zentralen Brdywaldberge Praha und Tok bei Příbram sammelt.
Sie entspringt in einer Höhe von 765 m. ü. M. aus mehreren Quellen am Osthang des Malý Tok, zwei Kilometer nordöstlich des Ortes Nepomuk. Die ersten Kilometer fließt sie südöstlich durch den Ort Láz, dreht vor Bohutín nach Nordosten bis Norden, durchquert Březové Hory, Trhové Dušníky und hinter Bratkovice bildet sie ein tiefes, zwölf Kilometer langes Tal, welches den Zentralbrdywald von seinem östlichen Teil Hřebeny (Brdykamm) trennt. Über Dominikální Paseky, Čenkov, Jince und Rejkovice verläuft sie entlang der Straße und der Eisenbahnlinie. Vor Lochovice verläuft das Flussbett wieder nördlich in einer offenen Landschaft über Libomyšl und Chodouň Richtung Zdice. Hier wendet er sich die letzten Kilometer seines Flusslaufs Richtung Nordosten durch Králův Dvůr mündet er bei Beroun in einer Meereshöhe von 218 m. ü. M. in den Fluss Berounka.
Der Fluss hat ein Einzugsgebiet von 629,4 km² und eine Flusslänge von 54,6 Kilometer. Seine Durchschnittliche Wassermenge in der Mündung beträgt 2,71 m³/s.

## Zuflüsse

### Links
- Obecnický (Čepkovský) potok in Lhota u Příbramě,
- Červený potok bei Zdice

### Rechts
- Příbramský potok bei Trhové Dušníky
- Chumava bei Libomyšl
- Suchomastský potok in Králův Dvůr

## Sportmöglichkeiten
Wassersporttauglich ist der Abschnitt zwischen Březové Hory nach Lochovice und weiter bis zur Mündung.